# Andrés Rentería
Andrés Jair Rentería Morelo (Medellín, 6 maart 1993) is een Colombiaans voetballer die doorgaans als vleugelspeler speelt. Hij verruilde Querétaro in juli 2017 voor Atlético Nacional. Renteria debuteerde in 2015 in het Colombiaans voetbalelftal.

## Clubcarrière
Renteria speelde twee competitieduels voor Atlético Nacional, dat hem in 2012 verhuurde aan Alianza Petrolera. In januari 2013 werd de vleugelspeler verkocht aan Santos Laguna. Op 20 januari 2013 debuteerde hij in de Liga MX tegen Puebla. Op 13 mei 2013 maakte hij zijn eerste competitietreffer tegen Atlas Guadalajara. In zijn debuutseizoen maakte Renteria twee treffers in dertien competitieduels. Het seizoen erop maakte hij zes doelpunten in 25 competitiewedstrijden. Tijdens het seizoen 2014/15 maakte de Colombiaan elf doelpunten in 38 competitieduels, zijn hoogste conto tot nog toe.

## Clubstatistieken
| Seizoen         | Club                     | Competitie          | Competitie | Competitie | Beker | Beker | Internationaal | Internationaal | Totaal | Totaal |
| Seizoen         | Club                     | Competitie          | Wed.       | Dlp.       | Wed.  | Dlp.  | Wed.           | Dlp.           | Wed.   | Dlp.   |
| --------------- | ------------------------ | ------------------- | ---------- | ---------- | ----- | ----- | -------------- | -------------- | ------ | ------ |
| 2012            | Atlético Nacional        | Categoría Primera A | 2          | 0          | 3     | 0     | 0              | 0              | 5      | 0      |
| Club totaal     | Club totaal              | Club totaal         | 2          | 0          | 3     | 0     | 0              | 0              | 5      | 0      |
| 2012            | Alianza Petrolera (huur) | Categoría Primera B | 21         | 14         | 0     | 0     | 0              | 0              | 21     | 14     |
| Club totaal     | Club totaal              | Club totaal         | 21         | 14         | 0     | 0     | 0              | 0              | 21     | 14     |
| 2012/13         | Santos Laguna            | Liga MX             | 13         | 2          | 0     | 0     | 1              | 0              | 14     | 2      |
| 2013/14         | Santos Laguna            | Liga MX             | 25         | 6          | 3     | 0     | 7              | 2              | 35     | 8      |
| 2014/15         | Santos Laguna            | Liga MX             | 38         | 11         | 13    | 7     | 0              | 0              | 51     | 18     |
| 2015/16         | Santos Laguna            | Liga MX             | 22         | 3          | 0     | 0     | 5              | 1              | 27     | 4      |
| Club totaal     | Club totaal              | Club totaal         | 98         | 22         | 16    | 7     | 13             | 3              | 127    | 32     |
| Carrière totaal | Carrière totaal          | Carrière totaal     | 121        | 36         | 19    | 7     | 13             | 3              | 153    | 46     |

Bijgewerkt op 22 april 2016.

## Interlandcarrière
Op 22 maart 2015 werd Renteria opgeroepen voor Colombia voor de vriendschappelijke interlands tegen Bahrein en Koeweit. Op 26 maart 2015 kwam hij na 72 minuten Radamel Falcao aflossen in de interland tegen Bahrein. Tien minuten later maakte hij het zesde en laatste doelpunt van Colombia. Vier dagen later mocht Renteria opnieuw invallen tegen Koeweit.
| Interlands van Andrés Rentería voor Colombia | Interlands van Andrés Rentería voor Colombia | Interlands van Andrés Rentería voor Colombia | Interlands van Andrés Rentería voor Colombia | Interlands van Andrés Rentería voor Colombia | Interlands van Andrés Rentería voor Colombia | Interlands van Andrés Rentería voor Colombia |
| №                                            | Datum                                        | Wedstrijd                                    | Uitslag                                      | Soort wedstrijd                              | Doelpunten                                   |                                              |
| Als speler bij Santos Laguna                 | Als speler bij Santos Laguna                 | Als speler bij Santos Laguna                 | Als speler bij Santos Laguna                 | Als speler bij Santos Laguna                 | Als speler bij Santos Laguna                 | Als speler bij Santos Laguna                 |
| -------------------------------------------- | -------------------------------------------- | -------------------------------------------- | -------------------------------------------- | -------------------------------------------- | -------------------------------------------- | -------------------------------------------- |
| 1.                                           | 26 maart 2015                                | Bahrein – Colombia                           | 0 – 6                                        | Vriendschappelijk                            | 82'                                          |                                              |
| 2.                                           | 30 maart 2015                                | Colombia – Koeweit                           | 3 – 1                                        | Vriendschappelijk                            |                                              |                                              |